# Лъка (дем Еордея)
Вижте пояснителната страница за други значения на Лъка.
Лъка, още Лънка или Лънга (на гръцки: Μηλοχώρι, Милохори, катаревуса: Μηλοχώριον, Милохорион, до 1927 година: Λύγκα, Линка), е село в Егейска Македония, Гърция, в дем Еордея, област Западна Македония.

## География
Селото е разположено на на 680 m надморска височина, на 17 km западно от Кайляри (Птолемаида) и на 3 km от Емборе, в подножието на планината Мурик (Мурики). В селото е разположен Лъкенският манастир „Света Параскева“. През селото минава река Череши, която извира от Мурик в едноименната местност Череши, тече на изток и се влива в Чернево. В 1969 година реката е прекръстена на Керасорема (Κερασόρεμα), в превод Черешова река.

## История

### В Османската империя
В края на XIX век Лъка е смесено турско-българско село. В „Етнография на вилаетите Адрианопол, Монастир и Салоника“, издадена в Константинопол в 1878 година и отразяваща статистиката на населението от 1873 година, Лека (Léka) е посочено като село в каза Джумали с 40 домакинства и 85 жители българи и 55 жители мюсюлмани.
Според статистиката на Васил Кънчов („Македония. Етнография и статистика“) в 1900 година Лъка има 160 жители българи християни, 300 жители турци и 30 власи.
На Етнографската карта на Битолския вилает на Картографския институт в София от 1901 година Лъка е смесено село българи, гърци, власи и турци в Кайлярската каза на Серфидженския санджак с 50 къщи.
В подготовката за въстание от ВМОРО Лъка е включена в Мокренския център. Мокренецът Анастас Симеонов описва ситуацията в селото преди Илинденско-Преображенското въстание в 1903 година:
| „ | с. Лъка малко бедно село отъ 70-80 кѫщи, повечето турци - не взе участие въ възстанието. | “ |

Според статистика на Серфидженския санджак на гръцкото консулство в Еласона от 1904 година в Лънка (Λίγκα), Кайлярска каза, живеят 400 турци.
В началото на XX век всички християни в Лъка са под върховенството на Българската екзархия. По данни на секретаря на екзархията Димитър Мишев („La Macédoine et sa Population Chrétienne“) в 1905 година в селото има 264 българи екзархисти.
При избухването на Балканската война в 1912 година 2 души от Лъка са доброволци в Македоно-одринското опълчение.

### В Гърция
През войната селото е окупирано от гръцки части и остава в Гърция след Междусъюзническата война. Част от българското население се изселва в България. Боривое Милоевич пише в 1921 година („Южна Македония“), че Лъка (Лька) има 50 къщи турци, 20 къщи власи християни и 30 къщи цигани християни. В 1924 година след гръцката катастрофа в Гръцко-турската война турците от Лъка се изселват и в селото са заселени 246 души гърци бежанци от Мала Азия. В 1927 година селото е прекръстено на Милохорион. В същата 1928 година селото се смесено местно-бежанско със 77 бежански семейства и 321 жители бежанци.
В документ на гръцките училищни власти от 1 декември 1941 година се посочва, че в Лъка живеят 65 „чуждогласни българофонски семейства“, 30 влашки и 65 от Понт и Мала Азия.
Според Тодор Симовски в края на 90-те години на XX век съотношението между потомците на бежанците от Мала Азия и местното българоговорещо население в Лъка е 33 % към 66 %.
Традиционно населението се занимава с отглеждане на жито, тютюн и картофи, като се занимава и със скотовъдство.
| Име         | Име            | Ново име | Ново име | Описание                                    |
| ----------- | -------------- | -------- | -------- | ------------------------------------------- |
| Пилаф тепе  | Πιλάφ Τεπέ     | Врахаки  | Βραχάκι  | връх в Мурик на З от Лъка                   |
| Чиплак баир | Τσιμπλάκ-Μπαΐρ | Гимно    | Γυμνό    | връх в Мурик на СЗ от Лъка (845 m)          |
| Бара        | Μπάρα          | Лакия    | Λακκιά   | местност и възвишение на СИ от Лъка (666 m) |

| Година    | 1913 | 1920 | 1928 | 1940 | 1951 | 1961 | 1971 | 1981 | 1991 | 2001 | 2011 | 2021 |
| --------- | ---- | ---- | ---- | ---- | ---- | ---- | ---- | ---- | ---- | ---- | ---- | ---- |
| Население | 434  | 558  | 520  | 774  | 695  | 756  | 600  | 632  | 796  | 743  | 582  | 557  |

## Личности
Родени в Лъка
- Георги Василев – Караджата (1885 – ?), български революционер от ВМОРО
- Никола Бъчваров (1879 - 1960), български революционер от ВМОРО и ВМРО
- Спиро Иванов (1869 – ?), македоно-одрински опълченец, 5 одринска дружина, Продоволствен транспорт на МОО[18]